# Time Boom X – De Devil Dead
A Time Boom X – De Devil Dead című Lee Perry album 1987-ben jelent meg.

## Számok
1. SDI
2. Blinkers
3. Jungle
4. De Devil Dead
5. Music And Science Lovers
6. Kiss The Champion
7. Allergic To Lies
8. Time Conquer
9. Jungle (China Wall)
10. Jungle
11. Jungle (Big Hot Plate)
12. Jungle (Disco Plate)
13. Night Train